# 1231
1231 (MCCXXXI) fue un año común comenzado en miércoles del calendario juliano.

## Acontecimientos
- Se constituye la Inquisición.
- Se constituye el Adelantamiento de Cazorla (Jaén)
- Federico II dicta las Constituciones de Melfi para Sicilia y Nápoles.
- Conquista de Palma del Río por las tropas cristianas de la Corona de Castilla, a las órdenes de Álvaro Pérez de Castro "el Castellano". La población de la localidad es masacrada por los conquistadores.
- Batalla de Jerez. Las tropas castellano y leonesas de Fernando III de Castilla, rey de Castilla, y comandadas por Álvaro Pérez de Castro "el Castellano", señor de la Casa de Castro, derrotan a las tropas almohades del emir Ibn Hud en las inmediaciones de la ciudad de Jerez de la Frontera.

## Nacimientos
- Felipe de Castilla y Suabia. Infante de Castilla, hijo de Fernando III de Castilla, rey de Castilla. Arzobispo electo de Sevilla.

## Fallecimientos
- 13 de junio - Antonio de Padua, santo católico portugués.